# Syllitus sumbae
Syllitus sumbae là một loài bọ cánh cứng trong họ Cerambycidae.